# The Sims 4: Паранормальное
The Sims 4: Паранормальное (англ. The Sims 4: Paranormal) — каталог, выпущенный для игры The Sims 4 26 января 2021 года. Основная тема каталога — возможность проводить спиритические сеансы и испытание участка «дом с привидениями». Сим может улучшать навыки медиума, чтобы входить в контакт с призраками и бороться с враждебными духами.
Тема каталога изначально присутствовала в голосовании о теме будущего каталога в 2019, но не выиграла, однако разработчики решили сделать по этой теме следующий каталог. Они вдохновлялись спиритическими движениями XIX века, стилем Нового орлеана и эклектическими направлениями.
Игровые критики заметили, что каталог подойдёт игрокам, любящим оккультную тематику и испытания в The Sims 4.

## Игровой процесс
«Паранормальное» добавляет коллекцию предметов в стиле бохо и позволяет симам заниматься спиритизмом. Каталог вводит тип испытания участка «дом с привидениями» и карьеру медиума. Сим может оттачивать свои навыки медиума за столом для спиритических сеансов, чтобы очистить участок от духов или попытаться войти в контакт с умершими. Овладев навыком, можно чертить круги на полу и проводить на полу сеансы. Также овладев навыком в достаточной степени, можно получить сертификат исследователя паранормальных явлений, сим может отправляться на другие участки, чтобы очистить их от призраков и астральной порчи. При наличии игрового набора «Мир магии», волшебники могут гораздо быстрее осваивать навык медиума.

Каталог вводит возможность заниматься спиритическими сеансами

В «доме с привидениями» каждую ночь появляются духи — особый тип NPC, представленные в образе каплеподобных существ. Эти духи могут быть доброжелательными, озорными или враждебно настроенными. Доброжелательные духи могут дарить подарки из загробного мира, враждебные духи оставляют проклятые предметы, от которых нужно избавляться. Самым опасным духом является Темперанция, которая будет поджигать, ломать предметы, вызывать огнедышащих духов и в целом сеять хаос на участке. Духов можно попытаться задобрить, угождая им и делая подарки. От враждебных духов защищают спиритические свечи. На участке периодически появляется дружелюбный призрак по имени Гидри, который помогает игровому персонажу освоиться в спиритизме. Размер участка не влияет на количество проявляемых призраков и потусторонних предметов.
Каталог вводит культового персонажа франшизы — горничную Скелехильду, впервые появившеюся в дополнении к первой The Sims — The Sims, Makin' Magic 2003 года выпуска. Скелехильда занимается уборкой на участке, чинит предметы и тушит пожары.

## Разработка и выход
Тема для каталога о спиритических сеансах — «Happy Haunts», присутствовала в голосовании от 2019 года о теме будущего каталога. Помимо спиритических сеансов и карьеры медиума, присутствовала идея работы жнецом смерти. Тогда по итогам опроса выиграла тема о вязании, после чего был разработан и выпущен каталог «Нарядные нитки», но «Happy Haunts» по итогам опроса заняла второе место и тогда многие участники опросы остались разочарованы тем, что теме о призраках не удалось выиграть. Раннее EA выпускала другой каталог «жуткой» тематики — «Жуткие вещи», посвящённые хэллоуину, но в том дополнении основной акцент делался на костюмированных вечеринках. К выходу дополнения, вместе с бесплатным обновлением было добавлено «испуганное» настроение для симов и «храбрая» черта характера.

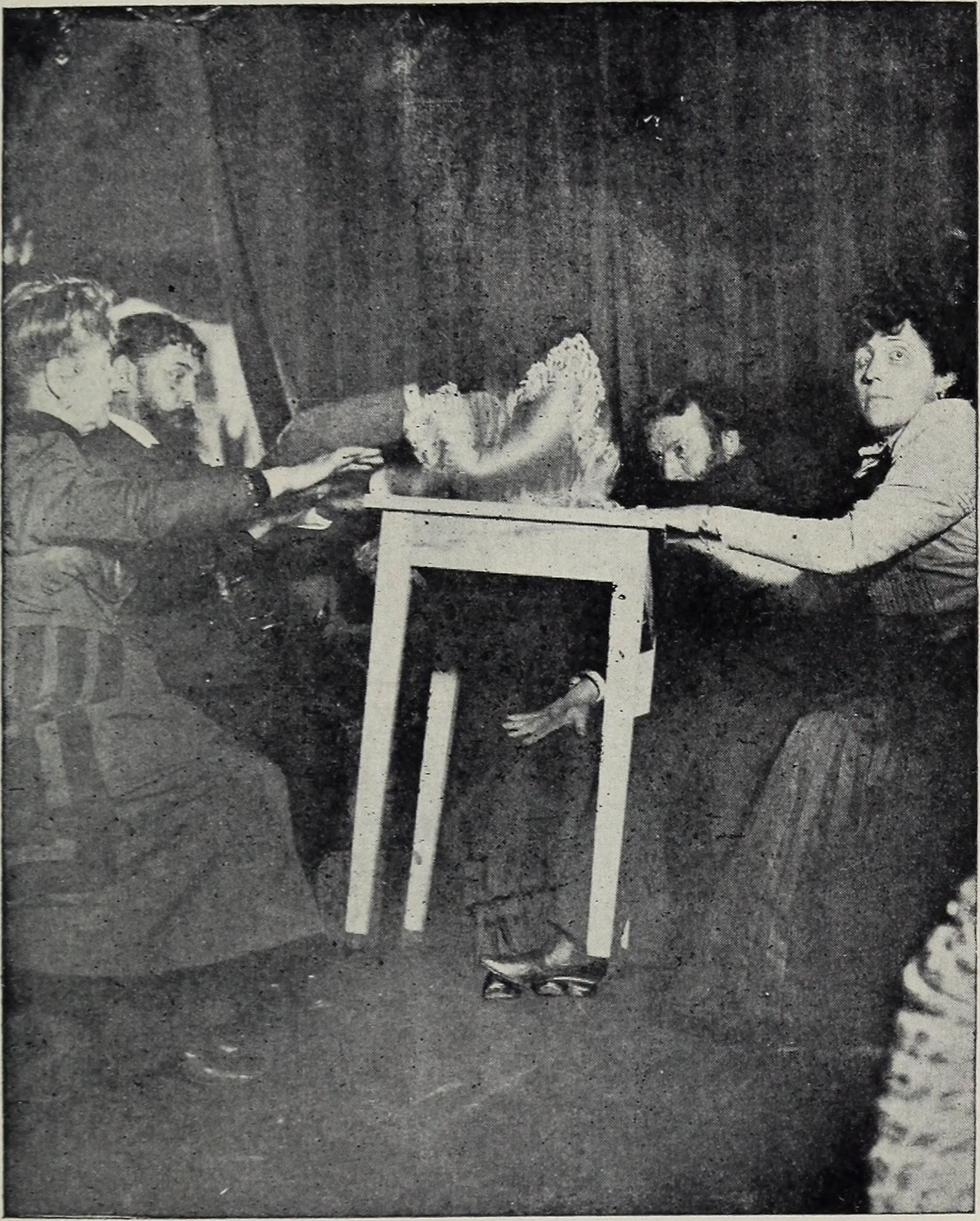
Тема каталога отсылает к спиритическими движениями XIX века

Тема каталога была вдохновлена спиритическими движениями, популярными в XIX веке. Предметы и архитектурные элементы отсылают к стилю Королевы Анны — американскому направлению викторианского стиля, а также культуре Нового орлеана, сформированной в синтезе с французской колониальной и африканской культурами. Работая с предметами, разработчики хотели придать им эксцентричный и эклетичный вид, добавив в том числе элементы марокканского, азиатского и даже египетского стиля. 
Разработка каталога была сосредоточена на типе участка, как это было в каталоге «Компактная Жизнь». Разработчики упоминали, что после добавления свойств для участков, присутствовала возможность придать участку свойство «жуткого дома». Команда хотела развить эту идею, вначале в виде новых свойств для участка, в итоге было решено её реализовать в форме испытания для участка, как в каталоге «Компактная Жизнь». Дополнение создавалось для игроков, любящих сложные испытания. Сами испытания было решено поделить по уровням сложности. Спиритический стол был главным объектом к каталоге, вокруг которого и в дальнейшем разрабатывался геймпей. В каталог было добавлено много сюжетных текстовых диалогов.  
Возможность работать охотником за привидениями и бороться с духами на разных участках присутствовала в дополнении к The Sims 3 — «Карьеры». Несмотря на общую концепцию, по своему стилю обе эти карьеры отличались. Если в Sims 3 карьера отсылала к охотникам за привидениями из одноимённого фильма, то в «Паранормальном» это классические спиритические сеансы
Каталог был анонсирован 12 января 2021 года, тогда же был выпущен трейлер. Выход каталога состоялся 26 января для персональных компьютеров, Xbox One и PlayStation 4. 

## Музыка
Для Каталога на симлише были перезаписаны два музыкальных трека:
| №  | Название                | Автор(ы)   | Жанр/звучит вː | Длительность |
| -- | ----------------------- | ---------- | -------------- | ------------ |
| 1. | «Freak (feat. REI AMI)» | Sub Urban  | жуткая музыка  | 3:28         |
| 2. | «Ishla Ba Dreb»         | Джеймс Иха | жуткая музыка  | 3:40         |

## Критика
| Сводный рейтинг    | Сводный рейтинг |
| Агрегатор          | Оценка          |
| ------------------ | --------------- |
| Metacritic         | 76%             |
| Иноязычные издания |                 |
| Издание            | Оценка          |
| GamingTrend        | 80%             |
| Screen Rant        | 80%             |
| Multiplayer.it     | 7.5             |
| Game Rant          | 7/10            |
| Twinfinite         | [ 19 ]          |

Оценка у игровых критиков была преимущественно положительной и смешанной, средняя оценка на Metacritic составила 76 баллов из 100 возможных.  
Мария Мелузо с сайта Screen Rant была приятно удивлена количеством игрового контента для каталога, упоминая, что традиционно каталоги к The Sims 4 предлагали коллекцию предметов и одну новую механику. «Паранормальное» же ощущается маленьким, но полноценным дополнением. Мелузо также похвалила новый вид «мультяшных» духов. Обозревательница лишь выразила разочарование тем, что разработчики не решили глубже развить эту тему до уровня полноценного дополнения.
Холли Хадспет с сайта Gaming Trend назвала каталог увлекательным. Он подойдёт игрокам, любящим сталкиваться со сложными испытаниями и весельем. Тем не менее она указала на некоторые проблемы с балансом сложности, прохождение на высоком уровне сложности было слишком сложным, главным образом из-за испуганного эмоционального баффа, который может делать симов недееспособными.
Марина ДельГреко с сайта GameRant заметила, что каталог идеально подойдёт поклонника оккультной тематики. Хотя коллекция мебели может показаться нишевой, новый тип участка действительно впечатляет и внушает страх. Обозревательница однако сталкивалась с некоторыми ошибками, требующими для выполнения цели например удалять предметы мебели.
Сдержанный отзыв оставила Анна Козельке с сайта Twinfinite, заметив, что работа медиумом со временем может показаться рутинной из-за ограничений, налагаемых при совершенствовании мастерства медиума, также она осталась недовольна коллекцией предметов